# Izanami
Izanami (Katakana イザナミ, Kandži 伊弉冉尊 oz. 伊邪那美命; dobesedno Tista, ki vabi) je v japonski mitologiji boginja stvarnica in boginja smrti.
Je bivša žena Izanagija. Poimenovana je tudi Izana-mi, Izanami-no-Mikoto oz. Izanami-no-kami.